# 2011년 한국시리즈
2011 롯데카드 프로 야구 한국시리즈는 2011년 10월 25일부터 2011년 10월 31일까지 삼성 라이온즈와 SK 와이번스의 7전 4선승제로 열렸다. 역대 한국시리즈 4번째로 전 시즌 한국시리즈의 리턴매치로 열린 시리즈이다. 결과는 삼성 라이온즈가 4승 1패를 거두면서 2006년 한국시리즈 이후 5년만에 우승을 차지하였으며, 지난해 한국시리즈 4전전패의 패배도 설욕하였다. 한국시리즈 MVP로는 4경기에 출전하여 5와 ⅔이닝을 무실점으로 3세이브를 올린 삼성 라이온즈의 오승환에게 돌아갔다.

## 정규 시즌
| 순위 | 구단          | 경기수 | 승 | 무 | 패 | 승률  | 승차 |
| ---- | ------------- | ------ | -- | -- | -- | ----- | ---- |
| 1    | 삼성 라이온즈 | 133    | 79 | 4  | 50 | 0.612 | 0.0  |
| 2    | 롯데 자이언츠 | 133    | 72 | 5  | 56 | 0.563 | 6.5  |
| 3    | SK 와이번즈   | 133    | 71 | 3  | 59 | 0.547 | 8.5  |
| 4    | KIA 타이거즈  | 133    | 70 | 0  | 63 | 0.526 | 11.5 |
| 5    | 두산 베어스   | 133    | 61 | 2  | 70 | 0.466 | 19.0 |
| 6    | LG 트윈스     | 133    | 59 | 2  | 72 | 0.450 | 21.0 |
| 6    | 한화 이글스   | 133    | 59 | 2  | 72 | 0.450 | 21.0 |
| 8    | 넥센 히어로즈 | 133    | 51 | 2  | 80 | 0.389 | 29.0 |

## 플레이오프 결과
|               | 승리팀            | 경기 결과 | 상대팀              |
| ------------- | ----------------- | --------- | ------------------- |
| 준 플레이오프 | SK 와이번스 (3위) | 3 - 1     | KIA 타이거즈 (4위)  |
| 플레이오프    | SK 와이번스 (3위) | 3 - 2     | 롯데 자이언츠 (2위) |

### 준 플레이오프
준 플레이오프에서는 3위 SK 와이번스와 4위 KIA 타이거즈가 2009년 한국시리즈 이후 2년 만에 포스트시즌에서 다시 만나 5전 3선승제의 승부를 펼쳤다. 1차전은 KIA가 이겼으나 이후 2, 3, 4차전에서 SK가 모두 승리하며, 역스윕으로 KIA를 꺾고 플레이오프에 진출하였다. 시리즈 MVP는 준 플레이오프 전 경기에서 안타를 기록한 SK 정근우가 차지하였다.

### 플레이오프
플레이오프에서는 2위 롯데 자이언츠와 3위 SK 와이번스가 한국시리즈 진출을 놓고 겨루었다. 1차전과 3차전, 5차전에서 승리한 SK가 롯데를 꺾고 한국시리즈에 진출하였다. SK는 준플레이오프가 5차전으로 바뀐 이후 준플레이오프에서 플레이오프를 거쳐 한국시리즈에 진출한 첫 번째 팀이 되었다.시리즈 MVP는 홈런 3개를 뽑는 맹활약을 펼친 SK 박정권이 차지하였다.

## 출전 선수 명단

### 삼성 라이온즈
- 감독 - 류중일
- 코치 - 김평호, 김재걸, 김용국, 정회열, 김성래, 김태한, 장태수, 오치아이
- 투수 - 윤성환, 장원삼, 정현욱, 배영수, 오승환, 차우찬, 안지만, 저마노, 정인욱, 매티스, 권오준, 권혁 (12명)
- 포수 - 진갑용, 채상병 (2명)
- 내야수 - 조동찬, 김상수, 강명구, 신명철, 채태인, 박석민, 조영훈 (7명)
- 외야수 - 강봉규, 박한이, 최형우, 배영섭, 이영욱 (5명)

### SK 와이번스
- 감독 대행 - 이만수
- 코치 - 이철성, 김상진, 김경기, 김태균, 한문연, 조웅천, 정경배
- 투수 - 송은범, 엄정욱, 윤희상, 이재영, 고효준, 정우람, 김광현, 이승호, 박희수, 정대현, 이영욱, 고든 (12명)
- 포수 - 정상호, 허웅 (2명)
- 내야수 - 이호준, 김연훈, 박정권, 정근우, 최정, 최윤석, 최동수, 박진만 (8명)
- 외야수 - 박재상, 김강민, 임훈, 안치용 (4명)

## 경기 기록
| 일시                                                                  | 경기  | 원정팀(선공)  | 스코어 | 홈팀(후공)    | 개최 구장             | 개시 시각 | 관중수   | 경기 MVP               |
| --------------------------------------------------------------------- | ----- | ------------- | ------ | ------------- | --------------------- | --------- | -------- | ---------------------- |
| 10월 25일(화)                                                         | 1차전 | SK 와이번스   | 0 - 2  | 삼성 라이온즈 | 대구시민운동장 야구장 | 18시 00분 | 10,000명 | 차우찬 (삼성 라이온즈) |
| 10월 26일(수)                                                         | 2차전 | SK 와이번스   | 1 - 2  | 삼성 라이온즈 | 대구시민운동장 야구장 | 18시 00분 | 10,000명 | 배영섭 (삼성 라이온즈) |
| 10월 28일(금)                                                         | 3차전 | 삼성 라이온즈 | 1 - 2  | SK 와이번스   | 인천SSG랜더스필드     | 18시 00분 | 27,600명 | 송은범 (SK 와이번스)   |
| 10월 29일(토)                                                         | 4차전 | 삼성 라이온즈 | 8 - 4  | SK 와이번스   | 인천SSG랜더스필드     | 14시 00분 | 27,600명 | 신명철 (삼성 라이온즈) |
| 10월 31일(월)                                                         | 5차전 | SK 와이번스   | 0 - 1  | 삼성 라이온즈 | 서울종합운동장 야구장 | 18시 00분 | 27,000명 | 강봉규 (삼성 라이온즈) |
| 우승 : 삼성 라이온즈 (5번째), 한국시리즈 MVP : 오승환 (삼성 라이온즈) |       |               |        |               |                       |           |          |                        |

## 한국시리즈 경기 결과

### 1차전
2011년 10월 25일 - 대구시민운동장 야구장
| 팀                                                              | 1 | 2 | 3 | 4 | 5 | 6 | 7 | 8 | 9 | R | H | E | B |
| SK 와이번스                                                     | 0 | 0 | 0 | 0 | 0 | 0 | 0 | 0 | 0 | 0 | 5 | 1 | 2 |
| 삼성 라이온즈 ◄                                                 | 0 | 0 | 0 | 2 | 0 | 0 | 0 | 0 | X | 2 | 5 | 1 | 5 |
| 승리 투수: 차우찬 패전 투수: 고효준 세이브: 오승환 홀드: 안지만 |   |   |   |   |   |   |   |   |   |   |   |   |   |

- 애국가 : 가수 장혜진
- 시구 : 장의태 (故 장효조 선수 아들)

2년 연속으로 두 팀이 다시 한국 시리즈를 치르게 된 가운데 1차전 선발로 삼성은 덕 매티스가, SK는 고효준이 각각 등판했다. 삼성이 먼저 기선을 잡았다. 삼성은 4회말 최형우의 2루타와 강봉규의 몸에 맞는 볼로 만든 2사 1,2루에서 신명철이 좌중간을 가르는 2타점 적시 2루타를 기록하며 먼저 2점을 올렸다. 차우찬을 시작으로 안지만, 권혁, 오승환을 투입하며 5이닝 1피안타 9탈삼진 무실점으로 1차전을 승리했다. :한편 이날 6회말 삼성 공격에서 1사 만루에서 신명철의 타구를 SK 정근우가 내야에 뜬 공을 놓친 후 홈으로 송구하여 3루 주자 최형우가 홈에서 아웃되는 상황이 발생했는데 이를 두고 인 필드 플라이 선언에 대하여 논란이 생기기도 했다. 한편 경기 MVP는 3이닝 무안타 5탈삼진 무실점으로 호투한 차우찬에게 돌아갔다.

### 2차전
2011년 10월 26일 - 대구시민운동장 야구장
| 팀                                                              | 1 | 2 | 3 | 4 | 5 | 6 | 7 | 8 | 9 | R | H | E | B |
| SK 와이번스                                                     | 0 | 0 | 0 | 0 | 0 | 0 | 0 | 1 | 0 | 1 | 7 | 1 | 3 |
| 삼성 라이온즈 ◄                                                 | 0 | 0 | 0 | 0 | 0 | 2 | 0 | 0 | X | 2 | 6 | 1 | 5 |
| 승리 투수: 권오준 패전 투수: 박희수 세이브: 오승환 홀드: 안지만 |   |   |   |   |   |   |   |   |   |   |   |   |   |

- 애국가 : 성악가 주선영 (소프라노)
- 시구 : 탤런트 박한별

선발로 삼성은 장원삼이, SK는 윤희상이 각각 등판했다. 2차전도 팽팽한 투수전이 이어졌으나, 삼성 선발 장원삼은 5 ⅓이닝 동안 3피안타 10탈삼진 무실점을 기록했으나, SK 선발 윤희상은 오른쪽 어깨 통증으로 2회말에 이승호와 교체되었고 이승호도 2 ⅔이닝 1피안타 4탈삼진 무실점을 기록하였다. 그도 갑작스런 손가락 찰과상으로 교체되었다. 5회까지 팽팽했던 0의 균형은 6회말에 깨졌다. 삼성은 6회말 최형우의 볼넷과 강봉규와 진갑용의 연속 안타로 2사 만루 기회를 잡았고, 이어 배영섭이 2타점 결승 적시타를 터뜨려 2-0으로 앞서나갔다. SK는 8회초 박재상의 2루타와 최정의 볼넷으로 만든 무사 1,2루 기회에서 박정권의 적시타로 1점을 만회하며 추격을 시작했으나, 삼성은 오승환을 조기 투입하는 초강수를 두었고, 오승환은 2이닝을 무실점으로 막아내며 다시 승리에 기여하였다. 반면 SK는 최동수가 8회초 2사 1,2루에서 오승환으로부터 중전 안타를 기록했지만, 2루 주자 최정이 삼성의 중견수 이영욱의 호송구로 홈에서 태그 아웃된 것이 뼈아팠다.
이 경기에서 세이브를 올린 삼성 오승환은 역대 한국시리즈 최다 세이브 신기록(5개)을, 삼성은 포스트 시즌 팀 최다 탈삼진 신기록(17개, 종전기록: 롯데 - 1991년 준 플레이오프 3차전, SK - 2010년 한국시리즈 1차전, 각각 16개)을 달성했다. 2차전 MVP는 2타수 1안타 2타점을 기록한 삼성 배영섭에게 돌아갔다.

### 3차전
2011년 10월 28일 - 인천SSG랜더스필드
| 팀 | 1 | 2 | 3 | 4 | 5 | 6 | 7 | 8 | 9 | R | H | E | B |
| 삼성 라이온즈 | 0 | 0 | 0 | 0 | 0 | 0 | 0 | 1 | 0 | 1 | 7 | 0 | 7 |
| SK 와이번스 ◄ | 0 | 0 | 0 | 1 | 1 | 0 | 0 | 0 | X | 2 | 5 | 0 | 4 |
| 승리 투수: 송은범 패전 투수: 저스틴 저마노 세이브: 엄정욱 홀드: 이승호, 정대현, 정우람 홈런: 삼성 – 없음 SK – 박재상 (저스틴 저마노 상대로 4회 1점), 최동수 (저스틴 저마노 상대로 5회 1점) |   |   |   |   |   |   |   |   |   |   |   |   |   |

- 애국가 : 가수 김경호
- 시구 : 김형석 (야구 꿈나무, 故 김우수 씨 후원)
- 3차전 MVP: SK 송은범 - 5이닝 4피안타 2탈삼진 무실점
- SK 최동수 역대 포스트 시즌 최고령 홈런: 만 40세 1개월 16일 (종전기록: SK 최동수 - 만 40세 27일, 2011년 준 플레이오프 1차전)
- SK 최동수 역대 한국시리즈 최고령 홈런: 만 40세 1개월 16일 (종전기록: SK 박경완 - 만 38세 3개월 7일, 2010년 한국시리즈 2차전)

3차전 선발로 삼성은 저스틴 저마노가, SK는 송은범이 각각 등판하였다.
삼성은 3회초 김상수와 배영섭의 연속 안타, 박한이의 볼넷으로 만든 1사 만루에서 채태인, 최형우가 연속 삼진을 당하며 물러났고, 4회초에는 박석민과 강봉규의 연속 볼넷이 나오며 무사 1,2루 상황에서 박석민의 도루 실패 이후 2사 2루로 바뀌었다. 이 상황에서 진갑용이 좌익수 앞 안타를 기록했으나 SK 박재상이 강봉규를 홈에서 잡아내며 위기를 넘겼다.
두 번의 위기를 넘긴 SK는 4회말에 박재상이 저스틴 저마노를 상대로 왼쪽 담장을 넘어가는 1점 홈런(비거리 105m)을 기록하며 선취점을 올렸고, 5회말에는 최동수가 왼쪽 담장을 넘어가는 1점 홈런(비거리 120m)을 기록하며 2-0으로 앞서 나갔다.
삼성은 8회초 조동찬의 몸에 맞는 볼과 채태인의 안타로 만든 2사 1,3루 상황에서 박석민의 안타로 1점을 만회하며, 2-1로 추격하였지만 이후 추가 점수를 얻지 못하여 경기를 SK에게 내주었다. 이로써 SK는 팀 창단 이후 역대 한국시리즈 3차전 무패 기록을 이어 나갔다.

### 4차전
2011년 10월 29일 - 인천SSG랜더스필드
| 팀 | 1 | 2 | 3 | 4 | 5 | 6 | 7 | 8 | 9 | R | H  | E | B |
| 삼성 라이온즈 ◄ | 2 | 0 | 0 | 2 | 0 | 0 | 1 | 2 | 1 | 8 | 13 | 1 | 6 |
| SK 와이번스 | 0 | 0 | 1 | 0 | 0 | 0 | 3 | 0 | 0 | 4 | 10 | 0 | 4 |
| 승리 투수: 정인욱 패전 투수: 김광현 세이브: 없음 홀드: 안지만 홈런: 삼성 – 신명철 (이재영 상대로 4회 2점), 최형우 (이영욱 상대로 7회 1점) SK – 박재상 (정인욱 상대로 7회 3점) |   |   |   |   |   |   |   |   |   |   |    |   |   |

- 애국가 : 허민 (색소폰 신동)
- 시구 : 탤런트 구혜선
- 4차전 MVP: 삼성 신명철 - 4타수 2안타 2타점 1홈런

4차전 선발로 삼성은 윤성환이, SK는 김광현이 각각 등판하였다.
기선은 삼성이 먼저 제압하였다. 삼성은 1회초에 배영섭의 몸에 맞는 볼 이후에 조동찬이 삼진을 당하는 순간 공이 뒤로 빠지며 배영섭이 3루까지 진루하였고, 이어서 박석민이 적시 2루타를 기록해 선취점을 따냈다. 이어 강봉규도 적시타를 기록하며 2-0으로 달아났다.
SK는 3회말 1사 후 박진만의 안타, 정근우의 2루타, 박재상이 볼넷으로 만든 2사 만루 상황에서 박정권 타석 때 윤성환이 던진 공이 뒤로 빠지면서 박진만이 홈을 밟아 1점을 만회하였다.
삼성은 4회초에서 채태인이 볼넷으로 출루 후, 신명철이 이재영의 공을 받아쳐 오른쪽 담장을 넘어가는 2점 홈런(비거리 110m)을 기록하며 2점을 더 달아났고, 7회초에는 최형우가 이영욱을 상대로 오른쪽 담장을 넘어가는 1점 홈런(비거리 120m)을 기록하였다.
SK는 7회말에 박진만의 안타와 정근우의 볼넷으로 만든 무사 1,2루 상황에서 박재상이 정인욱을 상대로 왼쪽 담장을 넘어가는 3점 홈런(비거리 100m)을 터뜨려 1점차까지 추격했지만 안지만이 병살을 유도하여 추가점을 내지 못했다.
이어진 8회초에서 삼성은 채태인의 볼넷과 진갑용의 내야 안타, 김상수의 볼넷으로 만든 1사 만루 상황에서 배영섭의 몸에 맞는 볼로 얻어 낸 밀어내기 득점과 조동찬의 유격수 땅볼로 2점을 추가했고, 9회초에는 2사 1,3루 상황에서 진갑용의 적시타로 1점을 추가하며 승리를 거두었다. 이로써 삼성은 한국시리즈 우승에 1승만을 남겨 놓게 되었다.

### 5차전
2011년 10월 31일 - 서울종합운동장 야구장
| 팀 | 1 | 2 | 3 | 4 | 5 | 6 | 7 | 8 | 9 | R | H | E | B |
| SK 와이번스 | 0 | 0 | 0 | 0 | 0 | 0 | 0 | 0 | 0 | 0 | 6 | 0 | 4 |
| 삼성 라이온즈 ◄ | 0 | 0 | 0 | 1 | 0 | 0 | 0 | 0 | x | 1 | 4 | 0 | 3 |
| 승리 투수: 차우찬 패전 투수: 브라이언 고든 세이브: 오승환 홀드: 안지만 홈런: 삼성 – 강봉규(브라이언 고든 상대로 4회 1점) |   |   |   |   |   |   |   |   |   |   |   |   |   |

- 애국가 : 씨스타 효린
- 시구 : 김연아 (2010 밴쿠버 동계올림픽 피겨스케이팅 금메달리스트)
- 5차전 MVP - 삼성 강봉규 - 3타수 1안타 1타점 1홈런
- 한국시리즈 MVP: 삼성 오승환 - 시리즈 4경기 등판 3세이브

5차전 선발로 삼성은 차우찬이, SK는 브라이언 고든이 각각 등판하였다.
이번 시리즈에서 양팀의 투수력이 좋다는 것을 보여주듯 이번 경기도 경기 초반은 두 선발 투수의 팽팽한 투수전이였다.
먼저 득점찬스를 잡은 팀은 SK였다. 2회초, SK는 안치용의 볼넷과 최동수의 2루타, 김강민의 볼넷으로 1사 만루 상황을 만들었다. 그러나 후속 타자인 정상호와 박진만이 삼진으로 물러나면서 득점 찬스를 살리지 못했다.
2회초의 위기를 넘긴 삼성은 4회말 1사 상황에서 강봉규가 브라이언 고든의 2구를 잡아당겨 좌측 솔로 홈런을 기록하면서 선취점을 따냈고, 이것이 결승점이였다.
이후 두팀은 팽팽한 투수전을 다시 이어나갔다. 삼성의 선발 투수 차우찬은 7이닝 5안타 7탈삼진 무실점으로 호투를 했고, SK는 브라이언 고든 다음으로 올라온 엄정욱 역시 4이닝 1안타 5탈삼진 무실점으로 호투를 했지만, 팀의 패배로 가려지고 말았다.
삼성은 8회초, 안지만과 오승환을 올리면서 승리를 지켰고, 삼성은 역대 통틀어 5번째 트로피를 들어 올렸다.

## 중계 일정

### TV 중계
| 일정      | 방송사  | 캐스터 | 해설위원 | TNMS 시청률    | TNMS 시청률  | AGB 시청률     | AGB 시청률   |
| 일정      | 방송사  | 캐스터 | 해설위원 | 대한민국(전국) | 서울(수도권) | 대한민국(전국) | 서울(수도권) |
| --------- | ------- | ------ | -------- | -------------- | ------------ | -------------- | ------------ |
| 10월 25일 | MBC HD  | 한광섭 | 허구연   | 10.7%          | 11.2%        | 10.5%          | 10.5%        |
| 10월 26일 | KBS2 HD | 김현태 | 이용철   | 9.7%           | 10.1%        | 10.5%          | 10.6%        |
| 10월 28일 | SBS HD  | 배기완 | 양준혁   | 11.0%          | 11.0%        | 11.6%          | 11.2%        |
| 10월 29일 | MBC HD  | 한광섭 | 허구연   | 9.1%           | 10.1%        | 9.9%           | 10.4%        |
| 10월 31일 | KBS2 HD | 김현태 | 이용철   |                |              | 13.5%          | 15.4%        |

### 라디오 중계
1차전(10월 25일)
- KBS 제2라디오
  - 캐스터: 김관동 해설: 민훈기
  - 방송시간: 17:55 - 20:57
- SBS 라디오 (수도권 로컬)
  - 캐스터: 박찬민 해설: 이광권
  - 방송시간: 18:00 - 22:00
- 원음방송
  - 캐스터: 김세원 해설: 한만정
  - 방송시간: 18:00 - 21:00
- 대구MBC 라디오 (대구, 경북 로컬)
  - 캐스터: 서상국 해설: 홍승규
  - 방송시간: 17:56 - 21:00
- KNN 라디오 (부산, 경남 로컬)[1]
  - 캐스터: 현승훈 해설: 이성득
  - 방송시간: 18:00 - 21:00

2차전(10월 26일)
- KBS 제2라디오
  - 캐스터: 이성민 해설: 민훈기
  - 방송시간: 17:55 - 21:22
- SBS 라디오 (수도권 로컬)
  - 캐스터: 박찬민 해설: 이광권
  - 방송시간: 18:00 - 22:00
- 원음방송
  - 캐스터: 김세원 해설: 한만정
  - 방송시간: 18:00 - 21:25
- 대구MBC 라디오 (대구, 경북 로컬)
  - 캐스터: 서상국 해설: 홍승규
  - 방송시간: 17:56 - 21:23
- KNN 라디오 (부산, 경남 로컬)
  - 캐스터: 현승훈 해설: 이성득
  - 방송시간: 18:00 - 21:22

3차전(10월 28일)
- KBS 제2라디오
  - 캐스터: 표영준 해설: 이용철
  - 방송시간: 17:55 - 경기 종료 시
- SBS 라디오 (수도권 로컬)
  - 캐스터: 염용석 해설: 안경현
  - 방송시간: 18:00 - 22:00
- 원음방송
  - 캐스터: 김세원 해설: 한만정
  - 방송시간: 18:00 - 경기 종료 시
- 대구MBC 라디오 (대구, 경북 로컬)
  - 캐스터: 서상국 해설: 홍승규
  - 방송시간: 17:56 - 경기 종료 시
- KNN 라디오 (부산, 경남 로컬)
  - 캐스터: 현승훈 해설: 이성득
  - 방송시간: 18:00 - 22:00

4차전(10월 29일)
- KBS 제2라디오
  - 캐스터: 김현태 해설: 이용철
  - 방송시간: 13:55 - 18:00
- SBS 라디오 (수도권 로컬)
  - 캐스터: 염용석 해설: 안경현
  - 방송시간: 14:00 - 18:00
- 원음방송
  - 캐스터: 김세원 해설: 한만정
  - 방송시간: 14:00 - 18:00
- 대구MBC 라디오 (대구, 경북 로컬)
  - 캐스터: 서상국 해설: 홍승규
  - 방송시간: 13:57 - 18:00
- KNN 라디오 (부산, 경남 로컬)
  - 캐스터: 현승훈 해설: 이성득
  - 방송시간: 14:00 - 18:00

5차전(10월 31일)
- KBS 제2라디오
  - 캐스터: 표영준 해설: 동봉철
  - 방송시간: 17:55 - 20:42
- SBS 라디오 (수도권 로컬)
  - 캐스터: 김환 해설: 김상훈
  - 방송시간: 18:00 - 20:00
- 원음방송
  - 캐스터: 김세원 해설: 한만정
  - 방송시간: 18:00 - 20:43
- 대구MBC 라디오 (대구, 경북 로컬)
  - 캐스터: 서상국 해설: 홍승규
  - 방송시간: 17:56 - 20:40
- KNN 라디오 (부산, 경남 로컬)
  - 캐스터: 현승훈 해설: 이성득
  - 방송시간: 18:00 - 20:42